# Dimorphandra williamii
Dimorphandra williamii är en ärtväxtart som beskrevs av Marlene Freitas da Silva. Dimorphandra williamii ingår i släktet Dimorphandra och familjen ärtväxter. Inga underarter finns listade i Catalogue of Life.